# Renato Pasini
Renato Pasini (Gazzaniga, 31 de julio de 1977) es un deportista italiano que compitió en esquí de fondo.
Ganó una medalla de oro en el Campeonato Mundial de Esquí Nórdico de 2007, en la prueba de velocidad por equipo. Participó en dos Juegos Olímpicos de Invierno, en los años 2006 y 2010, ocupando el octavo lugar en Vancouver 2010, en la misma prueba.

## Palmarés internacional
| Campeonato Mundial | Campeonato Mundial | Campeonato Mundial | Campeonato Mundial   |
| Año                | Lugar              | Medalla            | Prueba               |
| ------------------ | ------------------ | ------------------ | -------------------- |
| 2007               | Sapporo (Japón)    | Medalla de oro     | Velocidad por equipo |